# Copa Valais Sub-20 de 2013
A Valais Youth Cup é um torneio internacional de futebol sub-20 disputado por quatro equipes durante dois dias. É jogado no Complexo Sportif du Bout du Lac, em Le Bouveret, Suíça.
Em fevereiro de 2013, a FIFA deu a Kosovo a permissão para jogar contra equipas de base dos membros da entidade. Esta competição viu Kosovo competir em seu primeiro jogo oficialmente reconhecido, quando eles enfrentaram Gana no dia 14 de junho de 2013. O torneio também serve como preparação de Egito e Gana para o Campeonato Mundial de Futebol Sub-20 de 2013.
O campeão da competição foi o Brasil que venceu Gana na final nos pênaltis, após empate por 1 a 1 no tempo normal.

## Participantes
A competição foi disputada pelas seleções Sub-20 dos seguintes países:
- Brasil (Atual campeão do mundo)
- Egito (Atual campeão africano)
- Gana
- Kosovo

## Disputas
|  | Semifinais 12 de junho   | Semifinais 12 de junho   |       |                          | Final 15 de junho        | Final 15 de junho |  |
|  |                          |                          |       |                          |                          |                   |  |
|  | 17:00 CEST - Le Bouveret |                          |       |                          |                          |                   |  |
|  | Brasil                   | 1                        |       |                          |                          |                   |  |
|  | Egito                    | 0                        |       |                          |                          |                   |  |
|  |                          |                          |       |                          |                          |                   |  |
|  |                          |                          |       |                          | 18:00 CEST - Le Bouveret |                   |  |
|  |                          |                          |       |                          | Brasil                   | 1 (4)             |  |
|  |                          | Gana                     | 1 (3) |                          |                          |                   |  |
|  |                          |                          |       |                          |                          |                   |  |
|  |                          |                          |       |                          |                          |                   |  |
|  |                          |                          |       |                          | 3º Lugar                 |                   |  |
|  | 19:30 CEST - Le Bouveret | 19:30 CEST - Le Bouveret |       | 15:30 CEST - Le Bouveret | 15:30 CEST - Le Bouveret |                   |  |
|  | Gana                     | 2 (5)                    |       | Egito                    | 8                        |                   |  |
|  | Kosovo                   | 2 (4)                    |       |                          | Kosovo                   | 0                 |  |

## Jogos

### Semifinais
| 12 de junho de 2013 | Brasil        | 1–0       | Egito | Complexo Sportif du Bout du Lac, Le Bouveret |
| 17:00 CEST          | Ademilson 60' | Relatório |       | Árbitro: Pascal Erlachner (Suíça)            |

| 12 de junho de 2013 | Gana                 | 2–2       | Kosovo                 | Complexo Sportif du Bout du Lac, Le Bouveret |
| 19:30 CEST          | Narh 7' · Addico 61' | Relatório | Muriqi 41' · Musaj 73' | Árbitro: Fedayi San (Suíça)                  |

|  |     | Penalidades |
|  | 5–4 |             |

### 3º Lugar
| 15 de junho de 2013 | Egito | 8–0       | Kosovo | Complexo Sportif du Bout du Lac, Le Bouveret |
| 15:30 CEST          | Ahmed El Sayed Rafat Ahmed 5', 55' · Koka 25' · Elmetwaly 47' · Mahmoud Abd Elmonem 56', 61' · Omar Bassam Mohamed Helmy Hassan 75', 85' | Relatório |        | Árbitro: Urs Schnyder (Suíça)                |

### Final
| 15 de junho de 2013 | Brasil              | 1–1       | Gana           | Complexp Sportif du Bout du Lac, Le Bouveret |
| 18:00 CEST          | Vinícius Araújo 25' | Relatório | Assifuah 90+4' | Árbitro: Sandro Schärer (Suíça)              |

|  |     | Penalidades |
|  | 4–3 |             |